# У него твои глаза
Il a déjà tes yeux (рус: у него твои глаза) — Бельгийско-французский комедийный фильм 2016 года режиссера Люсьена Жан-Батиста.

## Сюжет
Пол и Сали-супружеская пара чернокожих, которые не могут иметь биологических детей и уже давно борются за усыновление ребенка. Когда Сали получает звонок, что их файл усыновления одобрен и что 4-месячный белый мальчик по имени Бенджамин доступен, кажется, что больше ничего не может пойти не так. За исключением того, что родители Сали не принимают своего белого внука, и что социальный работник Клэр маллет сделает все возможное, чтобы помешать полу и Сали усыновить Бенджамина.

## В ролях
- Люсьен Жан-Батист в роли Поля Алоки
- Айсса Майга в роли Салиматы Алоки
- Забу Брайтман в роли Клэр маллет
- Винсент Эльбаз в роли Ману
- Мишель Жонаш в роли Месье Видаля
- Найдра Аяди в роли Анны
- Мари-Филомен Нга в роли Мамита
- Бас Дэм в роли Усмане
- Дэльфин Теодор в роли Пруна
- Сабина Пакора в роли Мадам Диаките
- Мариус Бенченафи в роли Бенджамина (4 месяца)
- Матео Перар в роли Бенджамина (1 год)
- Валери Моро в роли Мадам Перес
- Грегуар Бонне в роли Батиста Малле
- Гийом Фор в роли Матиаса
- Сара Мортенсен в роли Кристины
- Маймуна Гуйе в роли Мадам Диоп
- Мари-Сона Конде, как фату
- Мариам Каба в роли Мадам Сиссе
- Отниэль Лефевр в роли Гаспара